# Scorponok
Scorponok es el nombre de varios personajes ficticios de la franquicia Transformers. A pesar de sus diferencias, todos los Scorponok comparten la capacidad de transformarse en escorpiones.

## Transformers: Generación 1
El Scorponok original es una fusión entre la fortaleza Scorponok y Lord Zarak, el líder de los habitantes malvados delsad planeta Nebulos. Zarak se sometió a un proceso de bioingeniería que le permite transformarse en la cabeza del robot Scorponok. Los Transformers con esta habilidad son llamados Headmasters.
En Nebulos, Zarak dirigía a una facción maligna de Nebulanos conocida como el Hive. Cuando los Transformers llegaron a Nebulos y los Autobots se fusionaron con los Nebulanos heroicos y se convirtieron en Headmasters, Zarak capturó a los Decepticons y los obligó a hacer lo mismo. Cyclonus aceptó que solo los Decepticons con modo alterno de bestia fueran convertidos en Headmasters. Luego, Zarak alteró una vieja fortaleza y la convirtió en su cuerpo de Scorponok. Como Scorponok, Zarak le dio la ventaja a los Decepticons hasta la llegada de Fortress Maximus, el cual derrota a Scorponok (estos hechos ocurren durante la cuarta temporada de la serie).

### Transformers Headmasters
(El anime Transformers: the Headmasters ignora los hechos de la cuarta temporada)
En esta versión, Zarak era un ser totalmente robótico, y su modalidad unido a la fortaleza se llamaba MegaZarak. Al principio, Zarak aparece ayudando a Galvatron, al que ofrece la ayuda de sus guerreros Headmaster, pero después empieza a hacer planes para derrocarlo: Los guerreros Headmaster de Zarak ponen bombas en Cybertron mientras Galvatron se encuentra ahí. Aunque Galvatron desaparece por un tiempo, reaparece durante la coronación de Zarak (similar al caso de Starscream, solo que esta vez Galvatron no mata a Zarak). Cuando Galvatron se enfrenta a los Autobots Headmaster y termina enterrado en un iceberg, Zarak toma el mando de los Decepticons en forma definitiva. Al final de la serie Headmasters, Fortress Maximus destruye el cuerpo de MegaZarak, pero Zarak sobrevive.
Zarak reaparece en la serie Masterforce, donde el demonio Devil Z reconstruye su forma de MegaZarak, esta vez como Black Zarak.Devil Z se fusiona con zarak al final de la serie, pero son derrotados.Posteriormente, en Transformers Zone, Violen Jygar lo resucita y da a Black Zarak el título de general espíritu maligno(Aunque no se sabe si recuperó su conciencia de Scorponok o posee la de Devil Z), pero vuelve a ser derrotado.
Nota: su nombre en Japón de fortaleza y headmaster es contrario a la cuarta temporada occidental de la generación 1, es decir, que en Japón, el headmaster se llama scorponok en vez de zarak y combinado con su fortaleza toma el nombre de MegaZarak.

### Cómic de Marvel
En la versión de Marvel, Zarak y Scorponok eran dos seres separados... al principio. Cuando una facción pacifista de Autobots decidió alejarse de la guerra en Cybertrton e irse al pacífico planeta Nebulos, Lord Zarak, un importante político Nebulano, desconfió de sus intenciones. Zarak creía que los Autobots eran invasores y quería que lo demostraran públicamente , para que Nebulos se levantara en armas contra ellos. Zarak, para "probar" que los Autobots eran malvados, hizo que su guardaespaldas Krunk usara un rayo polarizador sobre el Autobot Blurr, lo que hizo que su brazo fuera atraído por la estatua de una fuente y hacía parecer que estaba atacando a los Nebulanos. Cuando los Autobots, en un gesto de paz, entregaron sus armas, Galen, otro Nebulano importante, ordenó dejar de atacarlos, pero Zarak no estaba convencido. Zarak se comunicó con los Decepticons de Cybertron para librarse de los Autobots, pero no esperaba que los Decepticons atacaran una ciudad habitada para destruir a los Autobots. Sin embargo, los Decepticons fueron derrotados por la recién desarrollada tecnología Headmaster de los Autobots. Los Decepticons tomaron prisioneros a Zarak y su círculo interno de aliados, pero cuando Zarak se enteró de las repetidas derrotas de los Decepticons frente a los Autobots Headmasters, sugirió a Scorponok, el líder de esa tropa Decepticon, que se convirtieran en Headmasters también. Scorponok aceptó, y los aliados de Zarak se sometieron a bioingeniería para fusionarse con los Decepticons. Zarak se fusionó con Scorponok, y esta fusión unió sus mentes. Zarak le tendió una trampa a los Autobots y tomó a varios Nebulanos como carnada. Zarak reconoció entre los rehenes a su hija, Llyra, pero Scorponok tomó el control de la mente compartida y casi la deja morir. Al principio, Zarak atribuyó su falta de control al calor de la batalla, pero cuando se dio cuenta de que en cada batalla destruía más y más al mundo que deseaba proteger, reconoció que estaba perdiendo el control de su mente. Para alejar la guerra de Nebulos, Zarak convenció a los Autobots de ir a la Tierra, y luego él hizo lo mismo. Aunque se suponía que tras esto, Scorponok tomaría el control total de la mente compartida, en historias posteriores se muestra a Zarak como la personalidad dominante, sin rastro de la mente del Scorponok Cybertroniano. Los Autobots se unieron al equipo de Optimus Prime, mientras que Scorponok eliminó a Ratbat, el líder Decepticon, y tomó su lugar en la jerarquía. Zarak, bajo el alias de Mr Z, creó la Fundación Z, una compañía dedicada a acabar con los Transformers (en realidad, solo con los Autobots). Cuando Unicron empezó a acercarse a Cybertron, Optimus Prime hizo que los Autobots se rindieran, para que todos los Transformers pudieran estar unidos contra Unicron. Al principio, Scorponok se aprovechó de la situación e hizo encerrar a todos los Autobots, pero tras reflexionarlo, aceptó una alianza con Optimus y los Autobots para acabar con Unicron. En ese instante, Shockwave apareció con una facción rebelde de Decepticons. Scorponok luchó con Shockwave, y le señaló que se necesitaba espíritu para dirigir a los Decepticons, no la lógica fría de Shockwave. Poco después de eso, Primus teletransportó a todos los Transformers a Cybertron. Scorponok sacrificó su vida enfrentando a Unicron.

## Beast Wars
El Scorponok de Beast Wars era un personaje muy diferente al original. Este Scorponok era el segundo al mando de los Predacons, sumamente leal a Megatron pero bastante inepto. Su arma principal era una abeja radiocontrolada con la que podía espiar a sus enemigos (como los casetes de Soundwave). Scorponok murió al empezar la segunda temporada de Beast Wars, cuando la plataforma voladora que estaba usando dejó de funcionar y cayó a la lava.
En Latinoamérica fue llamado Scorpicon.

## Transformers: Energon
Es un Transformer creado con la chispa de un Decepticon muerto en Unicron (se cree que podría ser Thrust) al mando de Alpha Q, tiene como objetivo reunir energon para los fines de su amo, revivir a Unicron para restaurar los planetas de Alpha Q, pero Megatron revive, lo daña severamente en batalla y lo reprograma un Decepticon.

## Películas live-action

### Transformers (2007)
En la película de acción real de Michael Bay aparece Scorponok, que se comporta de forma muy similar a Ravage, pero tiene la apariencia de un escorpión.
Durante el ataque de Blackout en la base de operaciones SOCCENT en Catar de EE. UU., el helicóptero Decepticon Blackout envió a Scorponok, para buscar y destruir una unidad que se escapó bajo el mando del capitán Lennox. A la mañana siguiente, mientras los soldados supervivientes discutian sobre el ataque, Scorponok observaba su conversación desde la distancia escondido en la arena. Apuntando a Lennox para su eliminación, Scorponok siguió a la unidad mientras se dirigían hacia el pueblo del chico humano, Mahfouz. Al elegir su momento de escapar justo cuando los hombres se detuvieron en las afueras del asentamiento, su ataque fue frustrado cuando el sargento Epps vio la cola de escorpión de metal apuntando a la espalda de Lennox y gritó en advertencia y dispara salvando a Lennox. Los otros soldados se unieron en el tiroteo para atacar a Scorponok antes de que matase al Sgt. Patrick Donnelly.
Conduciendo a los soldados a la aldea, Scorponok disparó un aluvión de misiles, que destruyó las ruinas que había alrededor de la aldea y dañado críticamente al soldado Figueroa. Desafortunadamente para Scorponok, la llamada de socorro de Lennox al Pentágono había llegado, y un  MQ-1 Predator retransmitió imágenes del Decepticon a comandantes militares estadounidenses asombrados. Inmediatamente enviaron dos A-10 Thunderbolt para atacar a Scorponok, con poco efecto, seguido de un avión de ataque pesado AC-130, lo que dañó a Scorponok lo suficiente para que se zambullera de nuevo en la arena y escapar, dejando atrás su cola rota.
La cola de Scorponok fue transportada de vuelta a los Estados Unidos a bordo de un C-17. Lennox, Epps y varios otros soldados lo examinaron en el camino, lo que llevó al descubrimiento de que el único daño que la armadura tenía era por daños de rondas de sabot.

### Transformers: Revenge of The Fallen
En la segunda película, durante la batalla en Egipto entre los Autobots y los Decepticons, Scorponok, habiendo respondido a The Fallen y al llamado de Megatron, acechó bajo la superficie de la arena. Golpeó cuando el decrépito viravino, Jetfire que estaba eliminando a Mixmaster, atrapando al antiguo buscador y lo hirió severamente. Scorponok no vivió lo suficiente como para saborear su éxito, sin embargo, como un colapso Jetfire logró aplastar su cabeza con el puño.
- Datos: Q2742999